# Bessas
Bessas település Franciaországban, Ardèche megyében. Lakosainak száma 234 fő (2022. január 1.). Bessas Beaulieu, Grospierres, Saint-Sauveur-de-Cruzières, Vagnas és Barjac községekkel határos.

## Népesség
A település népességének változása:
| Lakosok száma | 146  | 169  | 166  | 207  | 197  | 201  | 216  | 215  | 225  | 234  |
|               | 1968 | 1982 | 1999 | 2006 | 2011 | 2015 | 2017 | 2018 | 2020 | 2022 |